# Hakoah Amidar Ramat Gan
Hakoah Amidar Ramat Gan (hebr. מועדון כדורגל הכח עמידר רמת גן) – izraelski klub piłkarski, mający siedzibę w mieście Ramat Gan.

## Historia
Klub został założony w 1959 roku w wyniku fuzji klubów Hakoah Tel Awiw i Maccabi Ramat Gan jako Hakoah Ramat Gan. W 1962 awansował do Liga Leumit (wtedy najwyższy poziom rozgrywek ligowych). W sezonie 1964/65 klub zdobył pierwsze mistrzostwo, a w 1968 pierwszy Puchar Izraela. W sezonie 1977/78 został zdegradowany do niższej ligi, jednak po sezonie nieobecności powrócił do top ligi i ponownie następnego sezonu spadł do Liga Arcit. W sezonie 1982/83 zajął drugie miejsce i awansował do najwyższej ligi, ale po dwóch sezonach w 1984/85 ponownie spadł do Liga Arcit. W końcu lat 90. XX wieku klub spadł do Liga Alef (3 poziom). W sezonie 2001/02 klub zajął 7. miejsce w Liga Leumit, ale z powodów finansowych został zdegradowany. W ostatniej chwili w sierpniu 2002 uzyskał potrzebne środki finansowe i zdobył pierwsze miejsce i awans do Liga Leumit.
W 2005 odbyła się fuzja z klubem Maccabi Ramat Amidar i klub przyjął nazwę Hakoah Maccabi Amidar Ramat Gan. Później słowo „Maccabi” zostało opuszczone w nazwie, jedynie żółte kolory Maccabi zostały. I w pierwszym że sezonie 2005/2006 klub awansował do Premier Ligi, ale zajął przedostatnie miejsce i spadł do niższej ligi. W sezonie 2007/08 klub zdobył mistrzostwo Liga Leumit i powrócił do Premier Ligi, jednak ponownie zajął przedostatnie miejsce w sezonie 2008/09 i spadł do Liga Leumit.

## Sukcesy
- Premier Liga: 1964/65, 1972/73
- Liga Leumit: 1978/79, 2007/08
- Liga Alef: 2002/03
- Puchar Izraela: 1969, 1971
- Toto Cup Drugiej Dywizji: 1995/96, 1996/97, 1998/99